# Sadie, Sadie
Sadie, Sadie es el 22.º episodio de la serie de televisión norteamericana Gilmore Girls.

## Resumen del episodio
Mientras Lorelai comparte la noticia de su posible matrimonio con sus amigos de Stars Hollow (aunque no a sus padres), ya que ella aún no le ha aceptado a Max, debe también comunicarle la noticia a Luke, ya que Miss Patty no cree mucho cuando Lorelai le dice que él es sólo su amigo. Luke toma la noticia con mucha calma, aunque le hace muchas preguntas sobre dónde vivirá o si tendrá más hijos con Max; Lane se preocupa cuando su madre le informa que pasará el verano en Corea con sus primos, aunque no le da la fecha de regreso. Durante la cena del viernes, Emily y Richard comunican algo que las chicas ya sabían: Rory había estado en el 3% de los mejores alumnos de Chilton del año, y le dicen a su nieta que puede invitar a sus amigos a la siguiente cena del viernes. Antes de ir a cenar, Lorelai llama a Max y le pregunta sobre el futuro, lo que quiere decir que ella acepta casarse con él. Rory le pide a Dean que vaya a la cena y él acepta, sin embargo, Richard ataca a Dean para sorpresa de todos, y lo considera muy poca cosa para su nieta. Rory sale en defensa de su novio y se pelea por primera vez con su abuelo. Finalmente, Sookie llama a Emily para informarle de la fiesta que le harán a Lorelai por su matrimonio, lo que la deja muy destrozada pues su hija no le comunicó que iba a casarse.

## Curiosidades
- Desde este episodio, Jared Padalecki (Dean Forester) se une al elenco protagonista.
- Al final del capítulo, Lorelai coloca unos pastelitos (twinkies) en un plato y se sienta con Rory. Algunos pastelitos desaparecen y reaparecen en el plato a lo largo de la conversación de las Gilmore sobre los motivos de Richard para portarse tan mal con Dean.

- Datos: Q6116762